# Dubai Duty Free Darts Masters
De Dubai Duty Free Darts Masters was een toernooi van de Professional Darts Corporation in World Tour serie. Het toernooi werd vlak na "Finals Night" van de Premier League afgewerkt. In deze serie gaat een toernooi met de 8 beste darters van de PDC naar Dubai. Sinds 2013 is de Dubai Darts Masters onderdeel van de World Tour en de edities 2013 tot en met 2015 zijn gewonnen door Michael van Gerwen. Bij dit toernooi werd het leg-systeem gehanteerd. In 2017 werd het toernooi voor het laatst gespeeld.
Bij dit toernooi wordt in de openlucht gespeeld, hierdoor komen pijlen af en toe heel raar in het bord terecht. De wedstrijden worden enkel in de avond afgewerkt vanwege de hitte overdag.
Op dit toernooi is nog geen 9-darter gegooid. De eerste speler die hem gooit wint een auto ter waarde van € 50.000.

## Finales
| Jaar | Winnaar (gemiddelde in finale) | Legs   | Runner-up (gemiddelde in finale) | Locatie             |
| ---- | ------------------------------ | ------ | -------------------------------- | ------------------- |
| 2013 | Michael van Gerwen             | 11 – 7 | Raymond van Barneveld            | Dubai Tennis Centre |
| 2014 | Michael van Gerwen             | 11 – 7 | Peter Wright                     | Dubai Tennis Centre |
| 2015 | Michael van Gerwen             | 11 – 8 | Phil Taylor                      | Dubai Tennis Centre |
| 2016 | Gary Anderson                  | 11 – 9 | Michael van Gerwen               | Dubai Tennis Centre |
| 2017 | Gary Anderson                  | 11 – 7 | Michael van Gerwen               | Dubai Tennis Centre |